# ルノーのギアボックス型式
ルノーのギアボックス型式では、ルノーのギアボックスをタイプごとにまとめ、採用車種を歴代モデルごとに記載した。

## 3段 マニュアル ギアボックス

### 縦置き

#### 289
- 4CV
- ドーフィン

#### 314
- 4CV
- ドーフィン

#### 325
- ドーフィン 1094/1095

## 4段 マニュアル ギアボックス

### 縦置き

#### 316
- ドーフィン・ゴルディーニ
- フロリード

#### 330
- ドーフィン 1094/1095
- R8
- R10
- アルピーヌ・A110

#### 336
- R16TS

#### 352
- R12
- R15
- R17

#### 354(HA0)
- R4
- R6
- R5

#### 367
- アルピーヌ・A310 V6

## 5段 マニュアル ギアボックス

### 縦置き

#### 353
- R8 ゴルディーニ 1300
- アルピーヌ・A110

#### 364
- アルピーヌ・A110

#### 365
- アルピーヌ・A310 1600
- ルノー・12
- R17G

#### 369
- アルピーヌ・A310 V6
- デロリアン・DMC-12

#### 385
- R16TX

#### HA1
- R5

#### NG0
- R18
- フエゴ
- R20

#### NG1
- R18
- フエゴ
- R20

#### NG2
- R20

#### NG3
- NG3-000 ?
- NG3-001 R18 1.6 turbo R1345
- NG3-005 R20 2.0 R1272, R1277
- NG3-008 R30 2.1 TD R1270
- NG3-010 R20 2.0 R1272
- NG3-011 R18 1.6 turbo R1345
- NG3-015 R20 2.0 R1277
- NG3-016 R20 2.0 R1272, R1277
- NG3-019 R30 2.1 TD R1270
- NG3-020 R18 2.0 R1343, R1353
- NG3-021 R18 2.0 R1343, R1353, フエゴ 2.0 R1363
- NG3-025 フエゴ・ターボ R1365
- NG3-039 フエゴ ディーゼル R1366
- NG3-042 R18 1.6 turbo R1345
- NG3-043 フエゴ・ターボ R1365
- NG3-044 フエゴ R1363 (No.35501-)
- NG3-045 R30 2.1 TD R1270
- NG3-047 R20 2.0 R1277
- NG3-062 R20 2.0 R1277
- NG3-063 R18 2.0 R1343, R1353
- NG3-064 フエゴ R1363
- NG3-067 R25 B297
- NG3-069 R25 TD B290
- NG3-075 R25 B297 No.49811-

#### NG5
- R5 Alpine / Gordini

#### NG7
- R21

#### NG9
- R21 L486

#### UN1
- R5ターボ
- R20
- R30
- R25
- R21
- アルピーヌ・GTA

#### UN7
- R21 クアドラ

### 横置き

#### JB1
- R5
- クリオ(ルーテシア)I/II
- エクスプレス(Extra)
- カングー
- R9/R11
- R19
- メガーヌI
- セニックI
- トゥインゴ

#### JB3
- R5
- クリオ(ルーテシア)I/II
- クリオ(ルーテシア)III
- カングー
- モデュス
- ウインド
- キャプチャー
- R9/R11
- R19
- メガーヌ
- R21
- ラグナ

#### JB5
- R5
- クリオ(ルーテシア)I/II
- R9/R11
- R19

#### JC5
- クリオ(ルーテシア)I/II
- カングー
- メガーヌI
- セニックI
- ラグナ

#### JC7
- カングー4x4

#### JHQ
- トゥインゴ
- クリオ(ルーテシア)
- クリオ(ルーテシア)III
- カングー
- モデュス
- ウインド
- キャプチャー
- メガーヌ
- セニック

#### JR5
- クリオ(ルーテシア)
- カングー
- モデュス
- メガーヌ
- セニック
- ラグナ2 2.0 BG00/ 1.8 BG04/

#### JRQ
- クリオ(ルーテシア)
- カングー
- モデュス
- メガーヌ
- セニック
- ラグナII

#### JH3
- トゥインゴ
- クリオ(ルーテシア)
- クリオ(ルーテシア)III
- モデュス
- ウインド
- キャプチャー
- メガーヌ

#### JE3
- トゥインゴIII

#### PK1
- ラグナ 2.2TD B569/ 3.0L B56E/B56V/ 1.9D B56W
- エスパスIII 2.2TD JE0E/JE0H/JE0K/JE0P/JE0S
- マスターII ED0A/ED0C/ED0E/ED0F/ED0G/ED0N/FD0A/FD0C/FD0E/FD0F/FD0G/FD0L/FD0N

#### PK5
- トラフィック
- マスター

#### PK6
- トラフィックII EL0A/EL0C/
- マスター

#### SG1
- 許容トルク-100Nm
- クイッド

## 5段 横置きAMT

### Quickshift 5

#### JH1
- トゥインゴ
- クリオ(ルーテシア)II

#### JA3
- クリオ(ルーテシア)
- モデュス

#### JA5
- クリオ(ルーテシア)
- モデュス

### SA1
- 許容トルク-120Nm

### Easy-R JS3
- 生産:ルノー・セビリア工場(スペイン)
- 許容トルク-160Nm

## 6段 マニュアル ギアボックス

### 横置き

#### TL4
2005年にルノー・日産アライアンス向けとして初めて設計されたギアボックス。2008年9月に100万台、2011年4月に200万台目がスペイン・セビリア工場からラインオフしている。許容トルク-260Nm
- クリオ(ルーテシア)III
- クリオ(ルーテシア)V
- キャプチャー
- キャプチャーII
- モデュス
- カングー
- メガーヌIII
- メガーヌIV
- フルエンス
- セニックII
- セニックIII
- セニックIV
- カジャー
- ラグナIII

#### TL6
- 生産:ルノー・セビリア工場(スペイン)
- 許容トルク-300Nm

#### TL8
- 許容トルク-260Nm

#### PK4
- 許容トルク-360/400Nm
- メガーヌII dCi 175
- メガーヌIII
- セニックIV
- ラグナ2 2.0dCi BG14/BG1S/BG1T/
- ヴェルサティス
- エスパス

#### PK6
- 許容トルク-360/400Nm
- ラグナII 2.0 BG03/BG05/BG0T/BG0Z/BG1L/BG1M/BG1Y/KG03/KG05/KG08/ 1.9D BG05/BG08/BG0R/BG10/BG12/BG13/BG1A/BG1V/BG1W/ 2.2TD BG09/BG0F/BG0G/KG09/KG0F/KG0G/
- エスパス
- トラフィック
- マスターII EL0L

#### PF6
- 許容トルク-360/400Nm
- トラフィック
- マスターII EL0H/EL0J/EL0M/EL0P/EL0R

#### ND0
- 許容トルク-300/360Nm
- メガーヌII
- セニックII

#### ND4
- 許容トルク-300/360Nm
- メガーヌ
- フルエンス
- セニック
- タリスマン FD

#### ND5
- コレオス

#### ND8(4x4)
- コレオス4x4

#### JT4
- 許容トルク-220Nm

### 縦置き

#### ZG6(4x2)
- 許容トルク-450Nm
- アラスカン

#### ZG1(4x4)
- 許容トルク-450Nm
- アラスカン

### ZF4
- 許容トルク-380Nm

## DCT (Dual Clutch Transmission)

### 横置き

#### 6段 EDC (Efficient Dual Clutch) DC4
- ゲトラグ製。(6DCT250)ドライ・クラッチ。
- 許容トルク-170/240Nm
- クリオ(ルーテシア)IV
- キャプチャー
- カングーII
- メガーヌIV

#### 6段 EDC-6 (Efficient Dual Clutch) DW6
- 許容トルク-450Nm
- メガーヌIV
- セニックIV
- タリスマン FD

#### 7段 EDC-7 (Efficient Dual Clutch) DW5
- ゲトラグ製。ウェット・クラッチ。
- 許容トルク-300Nm
- クリオ(ルーテシア)V
- キャプチャーII
- メガーヌIV

## 3段 オートマティック トランスミッション

### 縦置き

#### ?
- R12
- R18
- R16
- R25

#### MJ1
- R18
- フエゴ

#### MJ3
- R18
- フエゴ
- R21
- R20
- R25

### 横置き

#### MB1
- R5/エクストラ
- クリオ1(ルーテシア)1996-
- R9/R11
- R19
- トゥインゴ

#### MB3
- R5/エクストラ
- R9/R11
- R19

## 4段 オートマティック トランスミッション

### 縦置き

#### AR4
- R21
- R25
- エスパス

### 横置き

#### AD4
- クリオ(ルーテシア)
- R19
- メガーヌ
- セニックI
- ラグナI

#### AD8
- エスパスV6

#### LM0 (ZF 4HP20)
- LM0-001 エスパスIII 3.0L JE0G

#### プロアクティブDP0
- シーメンス、PSAとの共同開発。PSAでの名称はAL4
- クリオ(ルーテシア)II 1.6 BB0D/BB14/BB1D/BB1R/BB2K/CB0D/CB0L/CB14/CB1D/LB1R 1.4 BB0L/BB0P/BB0S/BB13/BB1L/CB0P/CB0S/CB13/CB1L/LB0K/LB0L/
- モデュス
- カングー
- メガーヌ
- セニック
- ラグナ

#### プロアクティブDP2
- カングー2

## 5段 オートマティック トランスミッション

### 横置き

#### プロアクティブSU1 (アイシンAW（現:アイシン） AW55-50SN)
- ヴェルサティス
- エスパス
- ラグナII 3.0L BG01/BG02/BG03

## 6段 オートマティック トランスミッション

### 横置き

#### AJ0
- 生産: ジャトコ・京都八木
- 許容トルク-450Nm
- セニック
- ラグナ
- コレオス
- エスパス

#### プロアクティブSU4
- ヴェルサティス
- エスパス

#### AJ8(4x4)
- コレオス

## 7段 オートマティック

### 縦置き

#### HG(4x4)
- 許容トルク-450Nm
- アラスカン 4x4

## 6段 AMT

### PA6
- トラフィック
- マスター

### PA0
- 許容トルク-380Nm
- トラフィック
- マスター

### TS4
- 許容トルク-260Nm

## CVT

### 横置き

#### FK0
- 許容トルク-250/380Nm
- メガーヌIII
- コレオス 4x2

#### FK8
- 許容トルク-250/380Nm
- コレオス 4x4

### X-Tronic DXK
- 許容トルク-150/250/380Nm

### UK
- 許容トルク-330(4x2)/380Nm(4x4)

## E-TECH

### 横置き

#### DB
- 許容トルク-350Nm